# Матиссе, Лукас Мартин
Лукас Мартин Матиссе (англ. Lucas Martin Matthysse; род. 27 сентября 1982 года, Трелью, Чубут, Аргентина) — аргентинский боксёр-профессионал. Регулярный чемпион мира в полусредней весовой категории (WBA, 2018). Временный чемпион мира в 1-й полусредней весовой категории (WBC, 2012—2013).

## Любительская карьера
В 2000 году Матиссе завоевал титул чемпиона Аргентины. В 2001 году принял участие на чемпионате мира, но проиграл в первом туре. В этом же году взял золотую медаль на панамериканских играх.
В 2003 году на квалификационном отборе победил Брейдиса Прейскотта, на Панамериканских играх в первом поединке проиграл Прейскотту.

## Профессиональная карьера
На профессиональном ринге Лукас дебютировал в 2004 году во втором лёгком весе. В 2006 году завоевал латиноамериканский титул по версии WBO.
20 февраля 2010 года Лукас победил по очкам бывшего чемпиона мира, гайанца, Вивана Харриса.
6 ноября 2010 года в зрелищном бою потерпел первое поражение, проиграл раздельным решением американцу, Забу Джуде.
В январе 2011 года Матиссе встретился с бывшим чемпионом мира, Демаркусом Корли. Лукас восемь раз посылал Демаркуса в нокдаун и в итоге в 8-м раунде завершил бой досрочно, и выиграл титул интерконтинентального чемпиона мира по версии WBO во втором лёгком весе.
25 мая 2011 года проиграл раздельным решением судей Девону Александеру.
28 сентября 2012 года нокаутировал непобеждённого нигерийского боксёра Аджоси Олусегена (30-0) и завоевал титул временного чемпиона мира по версии WBC.
26 января 2013 года в первой защите титула нокаутировал в первом раунде американца Майкла Далласа.

### Бой с Ламонтом Питерсоном
18 мая 2013 года Матиссе встретился с чемпионом мира по версии IBF, Ламонтом Питерсоном. Поединок проходил в промежуточной весовой категории (141 фунтов), и на кону титул Питерсона не стоял. В первом раунде Питерсон держал дистанцию, но во втором раунде Матиссе смог прорвать дистанцию и отправил американца в нокдаун. В третьем раунде аргентинец ещё дважды отправлял Ламонта на канвас и после третьего нокдауна судья прекратил бой. Лукас Матиссе убедительно победил и нанёс Питерсону первое досрочное поражение в карьере.

### Чемпионский бой с Дэнни Гарсией
В сентябре 2013 года Матиссе встретился с чемпионом мира по версиям WBA и WBC американцем Дэнни Гарсией. Начальные раунды остались за аргентинцем. В средних раундах Гарсия смог выровнять бой. В восьмом раунде у Маттисса, вследствие гематомы закрылся правый глаз. В это время Гарсия активизировался и стал часто доставать Матисса ударами. В перерыве между раундами катмену аргентинца удалось открыть глаз и на десятый раунд он вышел полностью зрячим. В начале одиннадцатого раунда Матиссе нанёс мощный правый прямой, от которого капа Гарсии вылетела. Однако американцу удалось устоять и отправить Маттиссе в нокдаун. Нокдаун был спорный и многие сочли что аргентинец запутался в канатах. По ходу боя Гарсия позволял себе удары ниже пояса, однако рефери Тони Уикс оштрафовал его только в одиннадцатом раунде. В концовке последнего раунда Матиссе пошёл в размен, в котором смог нанести несколько точных ударов. Тем не менее для победы этого нехватило и Гарсия победил близким решением судей.
26 апреля 2014 года Матиссе в бескомпромиссной поединке нокаутировал в 11-м раунде американского боксёра, Джона Молину. Лукас Матиссе дважды за поединок был в нокдауне.
В сентябре 2014 года, Лукас нокаутировал небитого ранее мексиканского боксёра, Роберто Ортиса (31-0-1).

### Бой сРусланом Проводниковым
18 апреля 2015 года Матиссе победил по очкам экс-чемпиона мира WBO в 1-м полусреднем весе россиянина Руслана Проводникова.

### Чемпионский бой сВиктором Постолом
4 октября 2015 года, бился за вакантный чемпионский пояс WBC. Украинский боксер умело пользовался прямолинейностью действий Лукаса, своим преимуществом в росте и длине рук, работал на опережение, регулярно ставя фаворита поединка в тупик. Превосходство Постола стало ощутимо расти после 7-го раунда. В 10-й трехминутке прицельный удар Виктора справа усадил аргентинца на настил ринга, и Маттиссе, держась за глаз, не стал подниматься до окончания счета рефери. После боя Матиссе заявил, что сознательно не стал подниматься, так как повредил глаз. Травмы удалось избежать.

### Чемпионский бой сТевой Кирамом
27 января 2018 года встретился с не имеющим поражений тайцем Тевой Кирамом в бою за вакантный титул чемпиона мира в полусреднем весе по версии WBA. Одержал победу нокаутом в 8-м раунде.
15 июля 2018 года проиграл техническим нокаутом в 8-м раунде экс-чемпиону мира в восьми весовых категориях филиппинцу Мэнни Пакьяо.

## Таблица боёв
В таблице перечислены результаты всех поединков боксёров.
В каждой строке указан результат поединка. Дополнительно номер поединка обозначен цветом, который обозначает итог поединка. Расшифровка обозначений и цветов представлена в нижеследующей таблице.
| Пример | Расшифровка                     |
| ------ | ------------------------------- |
|        | Победа                          |
|        | Ничья                           |
|        | Поражение                       |
|        | Планируемый поединок            |
|        | Поединок признан несостоявшимся |
| КО     | Нокаут                          |
| ТКО    | Технический нокаут              |
| PTS    | Решение судей (по очкам)        |
| UD     | Единогласное решение судей      |
| MD     | Решение большинства судей       |
| SD     | Раздельное решение судей        |
| RTD    | Отказ от продолжения боя        |
| DQ     | Дисквалификация                 |
| NC     | Поединок признан несостоявшимся |

| Результат | Соперник                   | Тип | Раунд, Время  | Дата             | Место боя                                            | Комментарии |
| --------- | -------------------------- | --- | ------------- | ---------------- | ---------------------------------------------------- | --- |
| 39-5-0-1  | Мэнни Пакьяо               | TKO | 7 (12) 2:43   | 15 июля 2018     | Axiata Arena, Куала-Лумпур, Малайзия                 | Чемпион мира в полусреднем весе по версии WBA (1-я защита Матиссе). Матиссе в нокдауне в 3-м, 5-м и 7-м раундах.                                                              |
| 39-4-0-1  | Тева Кирам                 | KO  | 8 (12) 1:21   | 27 января 2018   | Форум, Инглвуд, Калифорния, США                      | Вакантный титул чемпиона мира в полусреднем весе по версии WBA. Кирам в нокдауне в 8-м раунде.                                                                                |
| 38-4-0-1  | Эммануэль Тейлор           | TKO | 5 (10) 2:21   | 6 мая 2017       | Ти-Мобайл Арена, Лас-Вегас, Невада, США              | |
| 37-4-0-1  | Виктор Постол              | KO  | 10 (12) 2:58  | 3 октября 2015   | StubHub Center, Карсон, Калифорния, США              | Вакантный титул чемпиона мира в 1-м полусреднем весе по версии WBC. |
| 37-3-0-1  | Руслан Проводников         | MD  | 12            | 18 апреля 2015   | Turning Stone Resort & Casino, Верона, Нью-Йорк, США | Счёт: 114-114, 115-113, 115-113. |
| 36-3-0-1  | Роберто Ортис              | KO  | 2 (12), 2:45  | 6 сентября 2014  | Цинциннати, США                                      | Защитил титул WBC Continental Americas в первом полусреднем весе. |
| 35-3-0-1  | Джон Молина-младший        | KO  | 11 (12), 0:22 | 26 апреля 2014   | Карсон (Калифорния), США                             | Выиграл вакантный титул WBC Continental Americas в первом полусреднем весе. Матиссе в нокдаунах во 2-м и 5-м раундах, Молина в нокдаунах в 8-м и 10-м раундах.                |
| 34-3-0-1  | Дэнни Гарсия               | UD  | 12            | 14 сентября 2013 | Лас-Вегас, США                                       | 111-115, 112-114, 112-114. Бой за титулы WBC, WBA и The Ring в первом полусреднем весе. Матиссе в нокдауне в 11-м раунде, Гарсия оштрафован за удар ниже пояса в 12-м раунде. |
| 34-2-0-1  | Ламонт Питерсон            | TKO | 3 (12)        | 18 мая 2013      | Атлантик-Сити, США                                   | Нетитульный бой в промежуточном весе 141 фунт (64,01 кг). |
| 33-2-0-1  | Майк Даллас-младший        | KO  | 1 (12)        | 26 января 2013   | Лас-Вегас, США                                       | Защитил временный титул WBC в первом полусреднем весе. |
| 32-2-0-1  | Аджосе Олусегун            | TKO | 10 (12)       | 8 сентября 2012  | Лас-Вегас, США                                       | Выиграл вакантный временный титул WBC в первом полусреднем весе. |
| 31-2-0-1  | Умберто Сото               | RTD | 5 (12)        | 23 июня 2012     | Лос-Анджелес, США                                    | |
| 30-2-0-1  | Мартин Анхель Мартинес     | TKO | 6 (12)        | 10 февраля 2012  | Трелью, Аргентина                                    | Выиграл вакантный титул WBA Inter-Continental в первом полусреднем весе. |
| 29-2-0-1  | Серхио Омар Приотти        | KO  | 4 (10)        | 9 декабря 2011   | Буэнос-Айрес, Аргентина                              | |
| 28-2-0-1  | Девон Александер           | SD  | 10            | 25 июня 2011     | Сент-Луис, США                                       | 93-96, 94-95, 96-93. Претендентский бой WBO в первом полусреднем весе. Александер в нокдауне в 4-м раунде.                                                                    |
| 28-1-0-1  | Демаркус Корли             | TKO | 8 (12)        | 21 января 2011   | Лас-Эрас, Аргентина                                  | Выиграл вакантный титул WBO Inter-Continental в первом полусреднем весе. |
| 27-1-0-1  | Заб Джуда                  | SD  | 12            | 6 ноября 2010    | Ньюарк (Нью-Джерси), США                             | 113-114, 113-114, 114-113. Бой за вакантный титул WBO NABO в первом полусреднем весе. Джуда в нокдауне в 10-м раунде.                                                         |
| 27-0-0-1  | Рохелио Кастаньеда-младший | KO  | 1 (12)        | 27 августа 2010  | Санта-Фе, Аргентина                                  | Защитил временный титул WBO Latino в первом полусреднем весе. Кастаньеда три раза в нокдауне.                                                                                 |
| 26-0-0-1  | Вивиан Харрис              | TKO | 4 (10)        | 20 февраля 2010  | Мехико, Мексика                                      | |
| 25-0-0-1  | Флоренсио Кастельяно       | KO  | 4 (10)        | 21 ноября 2009   | Буэнос-Айрес, Аргентина                              | Выиграл временный титул WBO Latino в первом полусреднем весе. |
| 24-0-0-1  | Луис Эрнесто Хосе          | KO  | 2 (10)        | 21 марта 2009    | Санта-Фе, Аргентина                                  | |
| 23-0-0-1  | Карлос Адан Херес          | UD  | 10            | 20 декабря 2008  | Хунин, Аргентина                                     | 100-91,5; 100-94; 99,5-92. |
| 22-0-0-1  | Рохелио Кастаньеда-младший | NC  | 3 (10)        | 12 сентября 2008 | Гранд-Прери (Техас), США                             | Столкновение головами, травма у Кастаньеды. |
| 22-0      | Гилберт Кирос              | TKO | 4 (10)        | 13 июня 2008     | Хунин, Аргентина                                     | |
| 21-0      | Хорхе Медрано              | RTD | 4 (10)        | 29 февраля 2008  | Буэнос-Айрес, Аргентина                              | |
| 20-0      | Эстебан де Хесус Моралес   | KO  | 2 (8)         | 2 ноября 2007    | Буэнос-Айрес, Аргентина                              | |
| 19-0      | Ариэль Франсиско Бургос    | KO  | 4 (12)        | 2 июня 2007      | Буэнос-Айрес, Аргентина                              | Защитил титул WBO Latino в первом полусреднем весе. Бургос в нокдаунах в 3-м и 4-м раундах.                                                                                   |
| 18-0      | Рамон Дюран                | KO  | 1 (8)         | 4 мая 2007       | Лас-Вегас, США                                       | |
| 17-0      | Алехандро Сиасиа           | KO  | 1 (8)         | 30 марта 2007    | Буэнос-Айрес, Аргентина                              | |
| 16-0      | Диего Хесус Понсе          | KO  | 2 (12)        | 21 октября 2006  | Буэнос-Айрес, Аргентина                              | Защитил титул WBO Latino в первом полусреднем весе. |
| 15-0      | Хусто Эванхелиста Мартинес | KO  | 2 (6)         | 1 сентября 2006  | Буэнос-Айрес, Аргентина                              | |
| 14-0      | Сеферино Дзампатти         | KO  | 1 (6)         | 7 июля 2006      | Буэнос-Айрес, Аргентина                              | |
| 13-0      | Эрнан Авраам Валенсуэла    | TKO | 1 (6)         | 5 мая 2006       | Хунин, Аргентина                                     | Валенсуэла один раз в нокдауне. |
| 12-0      | Виктор Даниэль Риос        | KO  | 2 (12)        | 1 апреля 2006    | Санта-Фе, Аргентина                                  | Выиграл вакантный титул WBO Latino в первом полусреднем весе. |
| 11-0      | Эрнан Авраам Валенсуэла    | RTD | 3 (6)         | 17 марта 2006    | Хунин, Аргентина                                     | Валенсуэла один раз в нокдауне. |
| 10-0      | Висенте Луис Бурго         | KO  | 2 (6)         | 16 декабря 2005  | Буэнос-Айрес, Аргентина                              | |
| 9-0       | Хорхе Альберто Карвальо    | TKO | 2 (8)         | 25 ноября 2005   | Чубут, Аргентина                                     | |
| 8-0       | Марсело Омар Ласарте       | RTD | 3 (6)         | 8 октября 2005   | Буэнос-Айрес, Аргентина                              | Ласарте в нокдауне во 2-м раунде. |
| 7-0       | Хесус Сеферино Вергара     | RTD | 1 (6)         | 12 августа 2005  | Кордова, Аргентина                                   | Вергара два раза в нокдауне. |
| 6-0       | Нестор Фабиан Санчес       | TKO | 3 (4)         | 18 марта 2005    | Кордова, Аргентина                                   | |
| 5-0       | Уго Антонио Акино          | KO  | 1 (4)         | 18 февраля 2005  | Чубут, Аргентина                                     | |
| 4-0       | Адан Басилио Мирончик      | KO  | 1 (4)         | 13 ноября 2004   | Буэнос-Айрес, Аргентина                              | |
| 3-0       | Бернардино Гонсалес        | DQ  | 3 (4)         | 3 сентября 2004  | Чубут, Аргентина                                     | |
| 2-0       | Луис Роберто Агилар        | TKO | 1 (6)         | 17 июля 2004     | Буэнос-Айрес, Аргентина                              | |
| 1-0       | Леандро Альмагро           | TKO | 2 (4)         | 4 июня 2004      | Чубут, Аргентина                                     | |

## Семья
Брат — Вальтер Матиссе, бывший претендент на титул чемпиона мира в полусреднем весе. Сестра — Эдит Соледад Матиссе, чемпионка мира в полулёгком весе.